# Comtat de Powder River
El comtat de Powder River' — Powder River County (anglès) — és un dels 56 comtats de l'estat nord-americà de Montana. L'any 2000 tenia 1.858 habitants amb una densitat poblacional de 0,22 persones per km². La seu del comtat és Broadus.

## Geografia
Segons l'Oficina del Cens, el comtat té una àrea total de 8.542 km², dels quals 8.540 km² són terra i 1.2 km² (0.02%) són aigua.

### Comunitats
Town
- Broadus

Comunitats no incorporades
- Belle Creek
- Biddle
- Olive
- Otter
- Powderville
- Sonnette

### Comtats adjacents
- Comtat de Big Horn - oest
- Comtat de Rosebud - oest
- Comtat de Custer - nord
- Comtat de Carter - est
- Comtat de Crook - sud-est
- Comtat de Campbell - sud
- Comtat de Sheridan - sud-oest

### Carreteres
- U.S. Highway 212
- Carretera Estatal de Montana 59

## Demografia
En el cens dels Estats Units del 2010 vivien en el comtat 1.743 persones, 755 llars, i 505 famílies.
Al 2000 la renda per capita mitjana del comtat era de $28,398, i l'ingrés mitjà per a una família era de $34.671. En el 2000 els homes tenien un ingrés per capita de $23.971 versus $17.411 per a les dones. L'ingrés per capita per al comtat era de $15.351. Un 14,10 % de la població estava sota el llindar de pobresa nacional.